# Cryptocoryne versteegii
Cryptocoryne versteegii är en kallaväxtart som beskrevs av Adolf Engler. Cryptocoryne versteegii ingår i släktet Cryptocoryne och familjen kallaväxter. Inga underarter finns listade.